# Attilaplatz

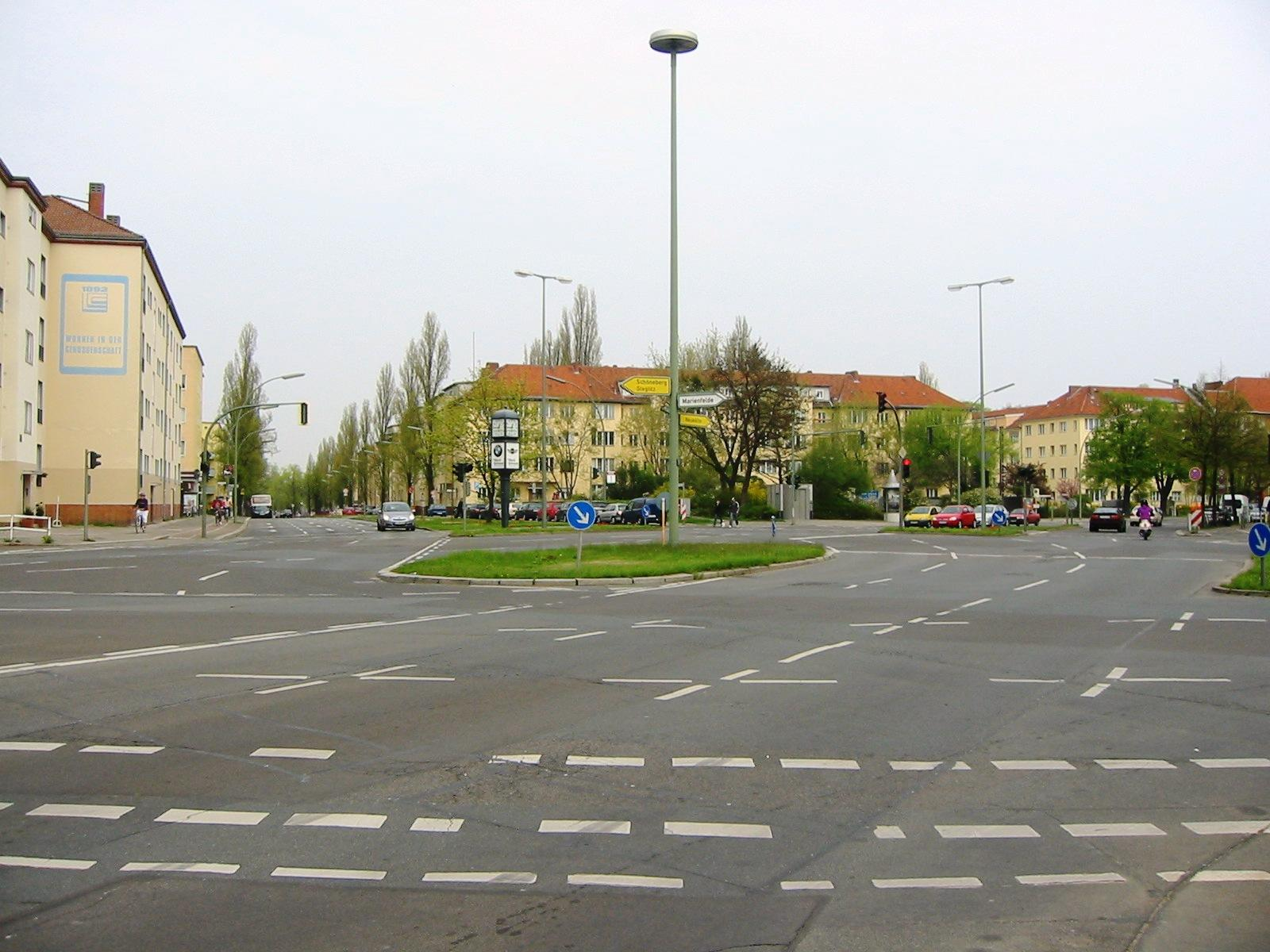
Der Attilaplatz, im Vordergrund die sternförmige Kreuzung mit Attilastraße (vom Vordergrund nach rechts) und Manteuffelstraße (links), im Hintergrund der eigentliche Platz, die Friedrich-Karl-Straße verläuft quer vor den Häusern

Der Attilaplatz ist ein Platz im Berliner Ortsteil Tempelhof des Bezirkes Tempelhof-Schöneberg. Der Platz erhielt um 1910 seinen Namen nach dem hunnischen König Attila. Die Bezeichnung ist doppeldeutig.
Formal handelt es sich um einen kleinen Platz, teilweise begrünt, mit einem Umspannwerk und Parkplätzen, der begrenzt wird durch
- im Westen die Manteuffelstraße
- im Norden die Friedrich-Karl-Straße
- im Südosten die Attilastraße

Meistens wird darunter aber die direkt angrenzende Kreuzung von fünf Straßen verstanden. Dies sind
- nach Norden die Manteuffelstraße
- nach Westen die Arnulfstraße
- nach Südwesten die Attilastraße
- nach Südosten die Alarichstraße
- nach Nordosten ebenfalls die Attilastraße, die allerdings sofort nach Osten abknickt und in die Friedrich-Karl-Straße übergeht.

Die Struktur dieser Kreuzung steht oft aufgrund der unsicheren Verkehrslage in der Kritik, da sie in den 1950er Jahren zum mehrspurigen, sternförmigen Verkehrsknotenpunkt umgebaut wurde.